# El Potrerillo (Guerrero)
El Potrerillo es una localidad del estado mexicano de Guerrero. Es parte del municipio de Santa Cruz del Rincón.

## Demografía
| Gráfica de evolución demográfica |
|                                  |

| Censo | Población |
| ----- | --------- |
| 1960  | 297       |
| 1970  | 334       |
| 1980  | 614       |
| 1990  | 935       |
| 2000  | 1 337     |
| 2010  | 1 460     |
| 2020  | 1 393     |